# Македонски парламентарни избори 2002.
Редовни парламентарни избори у Републици Македонији (мак. парламентарни избори во Република Македонија) су одржани 15. септембра 2002. године.
Ово су били четврти по реду парламентарни избори у Републици Македонији.